# Kristabel Doebel-Hickok
Kristabel Doebel-Hickok, née le 28 avril 1989 à Marina del Rey, est une coureuse cycliste américaine. Elle prend sa retraite le 31 décembre 2024, après une dernière saison au sein de l'équipe Human Powered Health.

## Biographie
Elle grandit à Marina Del Rey. Elle pratique la course à pied à haut niveau durant ses études. Elle se blesse à de multiples reprises aux ischio-jambiers. Elle commence la compétition en avril 2012.

## Palmarès sur route

### Par années
- 2015
  - 5e étape du Tour de Feminin-O cenu Českého Švýcarska
  - 5e étape du Tour de l'Ardèche
- 2019
  - 3e du Grand Prix cycliste de Gatineau
- 2020
  - 3e du Trophée des Grimpeuses
- 2022
  - 1re et 3e étapes du Tour of the Gila
  - Tour Féminin International des Pyrénées : 
    - Classement général
    - 2e et 3e étapes

  - 2e du Tour of the Gila
  - 8e de la Flèche wallonne
- 2023
  - 10e de la Cadel Evans Great Ocean Road Race Women

### Résultats sur les grands tours

#### Tour d'Italie
4 participations
- 2016 : 31e
- 2017 : non partante (7e étape)
- 2021 : abandon (5e étape)
- 2022 : 15e

#### Tour de France
1 participation
- 2022 : 34e

### Classements mondiaux
| Année                                 | 2014 | 2015 | 2016 | 2017 | 2018 | 2019 | 2020 | 2021 | 2022 | 2023 | 2024  |
| ------------------------------------- | ---- | ---- | ---- | ---- | ---- | ---- | ---- | ---- | ---- | ---- | ----- |
| Classement UCI                        | 285e | 147e | 201e | 62e  | 638e | 56e  | 232e | 172e | 41e  | 139e | 1311e |
| UCI World Tour                        |      |      | 91e  | 49e  | 214e | 80e  | nc   | 105e | 37e  | 79e  | nc    |
|                                       |      |      |      |      |      |      |      |      |      |      |       |
| Légende : nc = non classéSource : UCI |      |      |      |      |      |      |      |      |      |      |       |